# Dělnický dům (Hradec Králové)
Dělnický dům (Dvorská čp. 129) je dům ve Svobodných Dvorech v Hradci Králové, který sloužil jako hostinec a zároveň kolébka zdejšího dělnického hnutí. Po vzniku KSČ se objekt stal jejím sídlem.

## Historie
V roce 1905 je ve Svobodných Dvorech založena místní politická organizace sociální demokracie, o 3 roky později dochází k ustavení skupiny cihlářů a otevření konzumní prodejny, která byla první na Hradecku. Krátce nato byl založen rezervní fond s myšlenkou na postavení vlastního domu. Tehdy byla všechna organizační činnost soustředěna do hostince Valchovna. V roce 1911 bylo ustaveno družstvo Dělnický dům, které bylo zapsáno do spolkového registru 19. února 1912. Následně zakoupilo stavební místo a začalo pracovat. Byly zhotoveny plány a rozpočet, který zněl na 82 000 K. Byly vykopány základy, sklepy a studně, ale na popud obce byl okresním hejtmanstvím v Hradci Králové vydán zákaz stavby. Vše tak zůstalo stát.

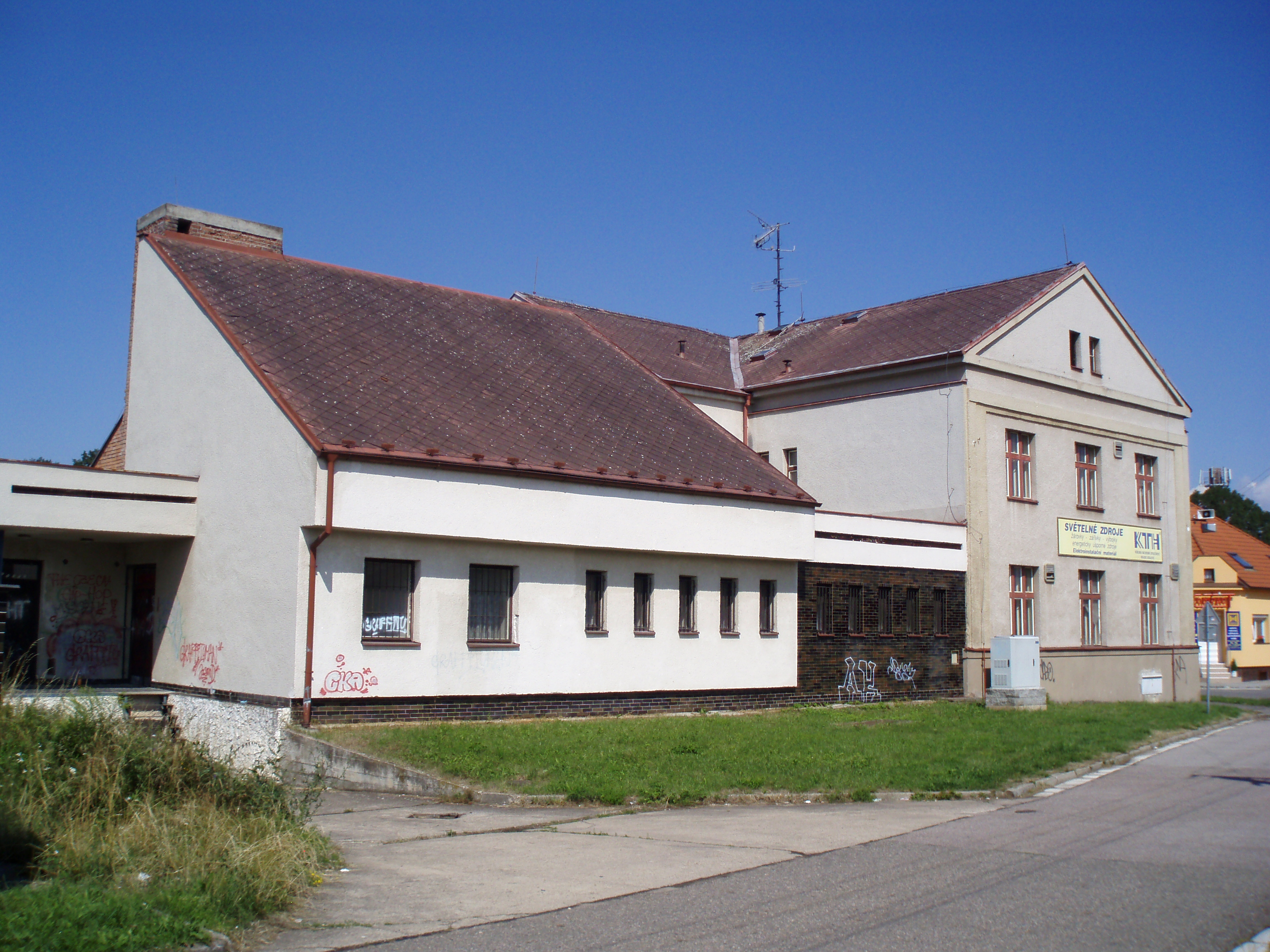
Přístavba Dělnického domu

V říjnu následujícího roku byla podepsána smlouva o koupi starého Košťálova hostince U mamuta za 43 000 K. Družstvo však mělo jen 1 600 K, a tak si prodávající nechal do hypotéky 24 000 K, pivovar v Novém Bydžově půjčil druhou hypotéku 8 000 K a 12 000 K sehnali dělníci mezi sebou.
Přišel však rok 1914 a Dělnický dům se stal nástupištěm všech odcházejících na frontu a loučících se žen i dětí. Za války zde bylo velmi zle, protože nebylo co prodávat, úroky se nemohly platit, a tak hrozil zánik Dělnického domu. Naštěstí přišel rok 1918 a konec války, díky čemuž se mohli dělníci chopit práce o jeho záchranu.
V letech 1919–1920 se uskutečnila myšlenka postavení prozatímního sálu se stálým jevištěm a líčírnou ze zahradní verandy. Tak byl zachráněn hlavní zdroj příjmů pro Dělnický dům, neboť výtěžky všech zde konaných akcí umožnily pokrytí všech úroků.
Touha po postavení nového domu však neustávala. Jeho stavba na místě 1. dubna 1927 zbořeného hostince byla dokončena 21. srpna téhož roku, přičemž plány i stavbu provedl stavitel ing. František Komárek. Slavnostní projev při jeho otevření přednesl František Řehák, který se stal také prvním hostinským.

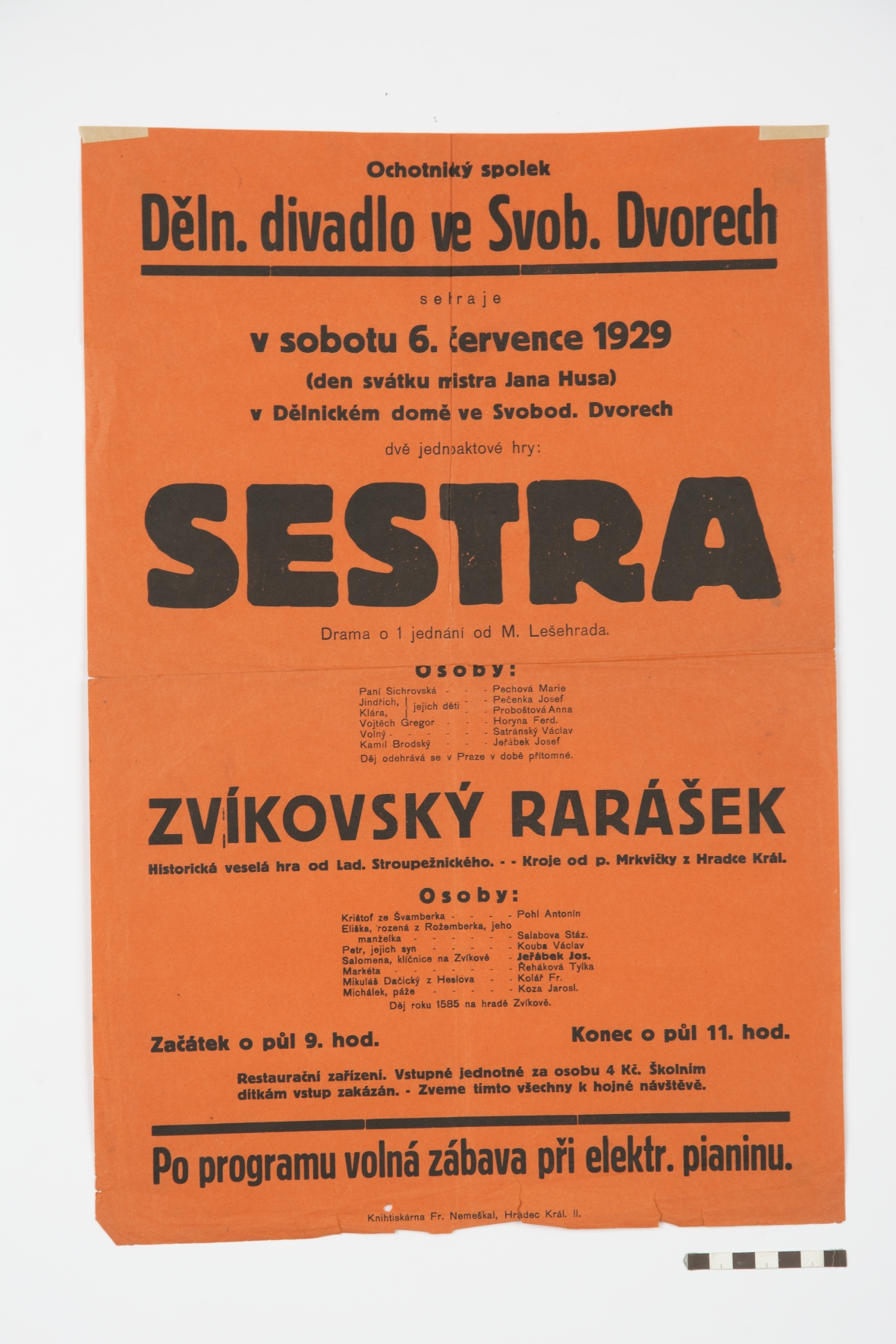
Plakát k uvedení hry v Dělnickém domě v roce 1929

Dělnický dům nebyl od svých počátků jen sídlem politické levice a s ní spřízněných organizací. Stal se i centrem místního společenského i kulturního, zejm. divadelního, života. 14. března 1926 se zde hrála Hvězda veletrhu, pohostinské vystoupení dramatické sekce kovodělníků z Hradce Králové. 17. března 1929 se na novém jevišti uskutečnilo představení Z českých mlýnů, které sehráli ochotníci Dělnického divadla.
Kvůli hospodářské krizi, a tudíž pro nedostatek finančních prostředků, byl nakonec Dělnický dům dán 6. září 1934 do dražby. Z domu mizí srp a kladivo a majitelem se stává královéhradecký pivovar.
Změna držby se v činnosti mnoho neprojevila. Nadále se zde hrálo i divadlo. Po 2. světové válce se zde konaly členské schůze Čs. svazu mládeže, JZD, SRPŠ i jiných organizací, ale nesmíme opomenout různé veřejné oslavy a schůze svolané MNV či MV KSČ (výročí MDŽ a VŘSR). Koncem 50. let došlo k úpravě budovy. 13. března 1962 zde poprvé zasedal ONV. 16. a 17. září 1963 zde proběhly zkoušky vedoucích prodejen okresu Hradec Králové, aby po dvouletém studiu obdrželi výuční list. 25. října téhož roku se zde poprvé konalo plenární zasedání ONV. 15. srpna 1965 odcházejí z Dělnického domu manželé Novotní, kteří úspěšně vedli místní restauraci po několik let.
V roce 1984 byl zahájen projekt modernizace a přístavby objektu, který mj. získal novou fasádu. Zhotovitelem byl Okresní stavební podnik Hradec Králové, který se však neobešel bez pomoci místních brigádníků. V únoru 1986 bylo u Dělnického domu postaveno lešení a v březnu se začalo s otloukáním fasády, demontáží žlabů a oplechováním členitých říms fasády i dešťových svodů. Jen nově upravený nápis hostince Dělnický dům stál 5 000 Kčs.
22. prosince 1990 končí dlouholetá a zdlouhavá rekonstrukce budovy a Dělnický dům je opětovně otevřen. V lednu 1991 se stává jeho novým nájemcem Věra Trojanová. Nové vyšší sazby se projevily v tom, že se nekonal tradiční zahrádkářský ples. Počátkem následujícího roku skončila nájemní smlouva a hodnota budovy pro prodej byla vyčíslena na 7,5 milionu Kčs. Nastala krátká přestávka a změna v jeho vedení, od 2. dubna 1992 byl nájemcem sedmičlenný kolektiv. Ten k 1. lednu 1993 pronájem zrušil a Dělnický dům byl uzavřen. 16. března téhož roku byl zrušen název hostince Dělnický dům a nahrazen dřívějším pojmenováním Hostinec U mamuta. Během roku 1994 však byl uzavřen. Poté se zde vystřídala řada subjektů, jež zde měly provozovnu či sídlo, např. šlo o kadeřnictví Marie Francové (1992–2000) nebo společnost KTH v. o. s. (1994–2007).